# UCI Europa Tour 2005
L'UCI Europa Tour 2005 va ser la primera edició de l'UCI Europa Tour, un dels cinc circuits continentals de ciclisme de la Unió Ciclista Internacional. Estava formada per més de 300 proves, organitzades de l'1 de febrer al 13 d'octubre de 2005 a Europa.

## Evolució del calendari

### Febrer
| Data    | Cursa                                 | País     | Cat. | Vencedor            | Equip                   |
| ------- | ------------------------------------- | -------- | ---- | ------------------- | ----------------------- |
| 1.      | Gran Premi d'Obertura La Marseillaise | França   | 1.1  | Nicki Sørensen      | Team CSC                |
| 2.-6.   | Étoile de Bessèges                    | França   | 2.1  | Freddy Bichot       | FDJeux.com              |
| 6.      | Trofeu Palma de Mallorca              | Espanya  | 1.1  | Óscar Freire        | Rabobank                |
| 6.      | Gran Premi de la costa dels Etruscs   | Itàlia   | 1.1  | Alessandro Petacchi | Fassa Bortolo           |
| 7.      | Trofeu Alcudia                        | Espanya  | 1.1  | Óscar Freire        | Rabobank                |
| 8.      | Trofeu Manacor                        | Espanya  | 1.1  | Alejandro Valverde  | Illes Balears           |
| 9.      | Trofeu Soller                         | Espanya  | 1.1  | Alejandro Valverde  | Illes Balears           |
| 9.-13.  | Tour del Mediterrani                  | França   | 2.1  | Jens Voigt          | Team CSC                |
| 10.     | Trofeu Calvià                         | Espanya  | 1.1  | Toni Colom          | Illes Balears           |
| 10.-13. | Gran Premi Internacional Costa Azul   | Portugal | 2.1  | Rubén Plaza         | Comunidad Valenciana    |
| 13.-17. | Volta a Andalusia                     | Espanya  | 2.1  | Francisco Cabello   | Comunidad Valenciana    |
| 15.     | Trofeu Laigueglia                     | Itàlia   | 1.1  | Kim Kirchen         | Fassa Bortolo           |
| 16.-20. | Volta a l'Algarve                     | Portugal | 2.1  | Hugo Sabido         | Paredes Rota dos Moveis |
| 19.     | Tour de l'Alt Var                     | França   | 1.1  | Philippe Gilbert    | FDJeux.com              |
| 19.     | Trofeu Luis Puig                      | Espanya  | 1.1  | Alessandro Petacchi | Fassa Bortolo           |
| 19.-20. | Critérium des Espoirs                 | França   | 2.2  | Jean Mespoulède     | Auber 93                |
| 20.     | Classic Haribo                        | França   | 1.1  | Gorik Gardeyn       | MrBookmaker.com         |
| 22.-26. | Volta a la Comunitat Valenciana       | Espanya  | 2.1  | Alessandro Petacchi | Fassa Bortolo           |
| 26.     | Gran Premi de Chiasso                 | Suïssa   | 1.1  | Kim Kirchen         | Fassa Bortolo           |
| 26.     | Omloop Het Volk                       | Bèlgica  | 1.HC | Nick Nuyens         | Quick Step              |
| 26.     | Beverbeek Classic                     | Bèlgica  | 1.2  | Jarno Van Mingeroet | Profel Cycling Team     |
| 27.     | Clàssica d'Almeria                    | Espanya  | 1.1  | José Iván Gutiérrez | Illes Balears           |
| 27.     | Kuurne-Brussel·les-Kuurne             | Bèlgica  | 1.1  | George Hincapie     | Discovery Channel       |
| 27.     | Gran Premi de Lugano                  | Suïssa   | 1.1  | Rik Verbrugghe      | Quick Step              |

### Març
| Data    | Cursa                                       | País       | Cat. | Vencedor                  | Equip                        |
| ------- | ------------------------------------------- | ---------- | ---- | ------------------------- | ---------------------------- |
| 2.-6.   | Volta a Múrcia                              | Espanya    | 2.1  | Koldo Gil                 | Liberty Seguros-Würth Team   |
| 5.      | Milà-Torí                                   | Itàlia     | 1.HC | Fabio Sacchi              | Fassa Bortolo                |
| 6.      | Trofeu Zssdi                                | Itàlia     | 1.2  | Maurizio Biondo           | GS Promosport                |
| 6.      | Gran Premi de Lillers-Souvenir Bruno Comini | França     | 1.2  | Johan Coenen              | MrBookmaker.com              |
| 6.      | Giro del Lago Maggiore                      | Suïssa     | 1.2  | Mauro Santambrogio        | Team LPR                     |
| 6.      | Les Monts du Luberon                        | França     | 1.2  | Florent Brard             | Agritubel                    |
| 7.      | Giro de la Província de Lucca               | Itàlia     | 1.1  | Mario Cipollini           | Liquigas-Bianchi             |
| 10.-13. | Gran Premi Internacional do Oeste RTP       | Portugal   | 2.2  | Cândido Barbosa           | LA Aluminios-Liberty Seguros |
| 13.     | Poreč Trophy                                | Croàcia    | 1.2  | Jochen Summer             | Elk Haus-Simplon             |
| 13.     | París-Troyes                                | França     | 1.2  | Florent Brard             | Agritubel                    |
| 13.     | Trofeu Franco Balestra                      | Itàlia     | 1.2  | Branislau Samòilau        | Palazzago AB Isolanti        |
| 13.     | Circuit del País de Waes                    | Bèlgica    | 1.2  | Gorik Gardeyn             | MrBookmaker.com              |
| 13.     | Giro del Mendrisiotto                       | Suïssa     | 1.2  | Michele Maccanti          | Team LPR                     |
| 13.     | Bordeus-Saintes                             | França     | 1.2  | John Nilsson              | Auber 93                     |
| 16.     | Nokere Koerse                               | Bèlgica    | 1.1  | Steven de Jongh           | Rabobank                     |
| 17.-20. | Jadranska Magistrala                        | Croàcia    | 2.2  | Borut Božič               | Perutnina Ptuj               |
| 18.     | Clàssica Loira Atlàntic                     | França     | 1.2  | José Alberto Martínez     | Agritubel                    |
| 20.     | Gran Premi Cholet-País del Loira            | França     | 1.1  | Pierrick Fédrigo          | Bouygues Telecom             |
| 20.     | Gran Premi Rudy Dhaenens                    | Bèlgica    | 1.1  | Koen Barbé                | Chocolade Jacques-T-Interim  |
| 20.     | Roue tourangelle                            | França     | 1.2  | Gilles Canouet            | Agritubel                    |
| 20.     | Gran Premi San Giuseppe                     | Itàlia     | 1.2  | Martin Pedersen           | Team GLS                     |
| 20.     | Stausee-Rundfahrt Klingnau                  | Suïssa     | 1.1  | Danilo Napolitano         | Team LPR                     |
| 21.-25. | Setmana Catalana                            | Espanya    | 2.HC | Alberto Contador          | Liberty Seguros-Würth        |
| 21.-27. | Tour de Normandia                           | França     | 2.2  | Kai Reus                  | Rabobank Continental         |
| 22.-26. | Setmana Internacional de Coppi i Bartali    | Itàlia     | 2.1  | Franco Pellizotti         | Liquigas-Bianchi             |
| 23.     | A través de Flandes                         | Bèlgica    | 1.1  | Niko Eeckhout             | Chocolade Jacques-T-Interim  |
| 23.     | Gran Premi de Waregem                       | Bèlgica    | 1.2  | Romain Fondard            | VC Roubaix                   |
| 25.-29. | The Paths of King Nikola                    | Montenegro | 2.2  | Mitja Mahorič             | Perutnina Ptuj               |
| 26.     | E3 Harelbeke                                | Bèlgica    | 1.HC | Tom Boonen                | Quick Step                   |
| 26.-27. | Critèrium Internacional                     | França     | 2.HC | Bobby Julich              | Team CSC                     |
| 27.     | Fletxa brabançona                           | Bèlgica    | 1.1  | Óscar Freire              | Rabobank                     |
| 28.     | Volta a Colònia                             | Alemanya   | 1.1  | David Kopp                | Team Wiesenhof               |
| 28.     | Giro de la Província de Reggio de Calàbria  | Itàlia     | 1.1  | Guillermo Rubén Bongiorno | Ceramica Panaria-Navigare    |
| 28.     | Giro del Belvedere                          | Itàlia     | 1.2  | Gianluca Coletta          | Cyber Team                   |
| 29.     | París-Camembert                             | França     | 1.1  | Laurent Brochard          | Bouygues Telecom             |
| 29.     | Gran Premi Palio del Recioto                | Itàlia     | 1.2  | Andrei Kunitski           | Palazzago AB Isolanti        |
| 29.-31. | Tres dies de La Panne                       | Bèlgica    | 2.HC | Stijn Devolder            | Discovery Channel            |

### Abril
| Data    | Cursa                                                | País          | Cat. | Vencedor                   | Equip                   |
| ------- | ---------------------------------------------------- | ------------- | ---- | -------------------------- | ----------------------- |
| 1.      | Route Adélie                                         | França        | 1.1  | Daniele Contrini           | Team LPR                |
| 1.-3.   | Triptyque des Monts et Châteaux                      | Bèlgica       | 2.2  | Marc de Maar               | Rabobank Continental    |
| 2.      | Hel van het Mergelland                               | Països Baixos | 1.1  | Nico Sijmens               | Landbouwkrediet-Colnago |
| 2.      | Gran Premi Miguel Indurain                           | Espanya       | 1.1  | Javier Pascual Rodríguez   | Comunidad Valenciana    |
| 2.      | Boucle de l'Artois                                   | França        | 1.2  | Jérôme Bouchet             | V.C. Roubaix            |
| 3.      | Gran Premi de Rennes                                 | França        | 1.1  | Ludovic Turpin             | AG2R Prévoyance         |
| 3.      | Tour del llac Léman                                  | Suïssa        | 1.2  | Jonas Ljungblad            | Amore & Vita-Beretta    |
| 3.      | Archer Grand Prix                                    | Regne Unit    | 1.2  | John Tanner                | Tritech                 |
| 5.-8.   | Circuit de La Sarthe                                 | França        | 2.1  | Sylvain Chavanel           | Cofidis                 |
| 6.-10.  | Cinturó a Mallorca                                   | Espanya       | 2.2  | Dmitri Kozontxuk           | Rabobank Continental    |
| 6.-10.  | Setmana Ciclista Lombarda                            | Itàlia        | 2.2  | Riccardo Riccò             | Grassi-Marco Pantani    |
| 7.      | Gran Premi Pino Cerami                               | Bèlgica       | 1.1  | Kai Reus                   | Rabobank Continental    |
| 8.-10.  | Circuit de les Ardenes                               | França        | 2.2  | Florian Morizot            | UV Aube                 |
| 9.      | Tour de Drenthe                                      | Països Baixos | 1.1  | Marcel Sieberg             | Team Lamonta            |
| 10.     | Gran Premi de la vila de Nogent-sur-Oise             | França        | 1.2  | Tristan Valentin           | Auber 93                |
| 10.     | Klasika Primavera                                    | Espanya       | 1.1  | David Etxebarría           | Liberty Seguros-Würth   |
| 13.     | Grote Scheldeprijs                                   | Bèlgica       | 1.HC | Thorwald Veneberg          | Rabobank                |
| 13.-17. | Volta a Aragó                                        | Espanya       | 2.1  | Rubén Plaza                | Comunidad Valenciana    |
| 13.-17. | Tour de Loir-et-Cher                                 | França        | 2.2  | Marc de Maar               | Rabobank Continental    |
| 14.     | Gran Premi de Denain                                 | França        | 1.1  | Jimmy Casper               | Cofidis                 |
| 15.     | Veenendaal-Veenendaal                                | Països Baixos | 1.HC | Paul van Schalen           | Axa                     |
| 15.-17. | Tour Nord-Isère                                      | França        | 2.2  | Maint Berkenbosch          | Trientalis-Apac         |
| 16.     | Tour de Finisterre                                   | França        | 1.1  | Simon Gerrans              | AG2R Prévoyance         |
| 17.     | Tro Bro Leon                                         | França        | 1.1  | Tristan Valentin           | Auber 93                |
| 17.     | Giro d'Oro                                           | Itàlia        | 1.1  | Luca Mazzanti              | Ceramica Panaria        |
| 17.     | Volta a Düren                                        | Alemanya      | 1.2  | Robert Retschke            | Comnet-Senges           |
| 18.-22. | Volta a Grècia                                       | Grècia        | 2.2  | Valeri Dmítriev            | Kazakhstan              |
| 19.-22. | Giro del Trentino                                    | Itàlia        | 2.1  | Julio Alberto Pérez Cuapio | Ceramica Panaria        |
| 20.-24. | Volta a la Baixa Saxònia                             | Alemanya      | 2.1  | Stefan Schumacher          | Shimano-Memory Corp     |
| 20.-24. | Volta a Extremadura                                  | Espanya       | 2.2  | Luis Roberto Álvarez       | Cropusa Burgos          |
| 21.-24. | Szlakiem Grodów Piastowskich                         | Polònia       | 2.2  | Zbigniew Piątek            | Intel-Action            |
| 22.-24. | Volta a La Rioja                                     | Espanya       | 2.1  | Javier Pascual Rodríguez   | Comunidad Valenciana    |
| 23.-27. | Gran Premi de Sotxi                                  | Rússia        | 2.2  | Alexander Khatuntsev       | Omnibike Dynamo Moscou  |
| 24.     | Giro dels Apenins                                    | Itàlia        | 1.1  | Gilberto Simoni            | Lampre-Caffita          |
| 24.     | Volta a Holanda del Nord                             | Països Baixos | 1.1  | Paul van Schalen           | Axa                     |
| 24.     | Tour de Berna                                        | Suïssa        | 1.1  | René Weissinger            | Volksbank Ideal         |
| 24.     | París-Mantes-en-Yvelines                             | França        | 1.2  | Maxime Méderel             | Auber 93                |
| 24.     | Trofeu Torí-Biella                                   | Itàlia        | 1.2  | Denis Shkarpeta            | Ceramica Pagnoncelli    |
| 25.     | Gran Premio della Liberazione                        | Itàlia        | 1.2  | Christopher Sutton         | Austràlia               |
| 25.-1.  | Ruban granitier breton                               | França        | 2.2  | Stéphane Pétilleau         | Bretagne-Jean Floc'h    |
| 26.-1.  | Giro delle Regioni                                   | Itàlia        | 2.2  | Luigi Sestili              | Itàlia                  |
| 27.-30. | Circuit de Lorena                                    | França        | 2.1  | Andris Naudužs             | Naturino-Sapore di Mare |
| 27.-1.  | Volta a Castella i Lleó                              | Espanya       | 2.1  | Carlos García Quesada      | Comunidad Valenciana    |
| 30.     | Gran Premi Herning                                   | Dinamarca     | 1.1  | Michael Blaudzun           | Team CSC                |
| 30.     | Gran Premi de la Indústria i l'Artesanat de Larciano | Itàlia        | 1.1  | Luca Mazzanti              | Ceramica Panaria        |

### Maig
| Data    | Cursa                                                   | País          | Cat. | Vencedor             | Equip                                |
| ------- | ------------------------------------------------------- | ------------- | ---- | -------------------- | ------------------------------------ |
| 1.      | Gran Premi de Frankfurt                                 | Alemanya      | 1.HC | Erik Zabel           | T-Mobile Team                        |
| 1.      | CSC Classic                                             | Dinamarca     | 1.1  | Jacob Moe Rasmussen  | Team GLS                             |
| 1.      | Trofeu dels Escaladors                                  | França        | 1.1  | Philippe Gilbert     | FDJeux.com                           |
| 1.      | Giro de Toscana                                         | Itàlia        | 1.1  | Daniele Bennati      | Lampre-Caffita                       |
| 1.      | Memorial Andrzej Trochanowski                           | Polònia       | 1.2  | František Raboň      | PSK Whirlpool                        |
| 1.      | Gran Premi del 1r de maig - Premi d'honor Vic de Bruyne | Bèlgica       | 1.2  | Hamish Robert Haynes | Cyclingnews.com                      |
| 1.-8.   | Volta a Turquia                                         | Turquia       | 2.2  | Svetoslav Tchanliev  | Burgas                               |
| 2.      | Gran Premi de Moscou                                    | Rússia        | 1.2  | Alexei Schmidt       | Omnibike Dynamo Moscou               |
| 2.-5.   | Uniqa Classic                                           | Àustria       | 2.1  | Bram de Groot        | Rabobank                             |
| 3.      | Majowy Wyścig Klasyczny-Lublin                          | Polònia       | 1.2  | Cezary Zamana        | Intel-Action                         |
| 3.      | Mayor Cup                                               | Rússia        | 1.2  | Ivan Terenine        | Omnibike Dynamo Moscou               |
| 3.      | Coppa Città di Asti                                     | Itàlia        | 1.2  | Fabio Sabatini       | Pedale Larigiano                     |
| 4.-8.   | Quatre dies de Dunkerque                                | França        | 2.HC | Pierrick Fédrigo     | Bouygues Telecom                     |
| 5.      | Neuseen Classics                                        | Alemanya      | 1.2  | Marek Maciejewski    | Grupa PSB                            |
| 5.-8.   | Fletxa del Sud                                          | Luxemburg     | 2.2  | Wolfram Wiese        | Comnet-Senges                        |
| 5.-9.   | Cinc anells de Moscou                                   | Rússia        | 2.2  | Eduard Vorgànov      | Omnibike Dynamo Moscou               |
| 7.      | Ronde van Overijssel                                    | Països Baixos | 1.2  | Arno Wallaard        | Bert Story-Piels                     |
| 7.-8.   | Clàssica d'Alcobendas                                   | Espanya       | 2.1  | Pàvel Tonkov         | Team LPR                             |
| 7.-15.  | Volta a Turíngia                                        | Alemanya      | 2.2  | Kai Reus             | Rabobank Continental                 |
| 8.      | Trofeu Alcide Degasperi                                 | Itàlia        | 1.2  | David Garbelli       | Concrete San Marco Caneva            |
| 8.      | Omloop der Kempen                                       | Països Baixos | 1.2  | Niki Terpstra        | Axa                                  |
| 8.      | Gran Premi de la Indústria del marbre                   | Itàlia        | 1.2  | Alessio Signego      | Promo Ciclo Publysport               |
| 8.      | Lincoln International Grand Prix                        | Regne Unit    | 1.2  | Russell Downing      | Recycling.co.uk                      |
| 11.     | Memorial Oleg Dyachenko                                 | Rússia        | 1.2  | Maxim Karpatchev     | Omnibike Dynamo Moscou               |
| 11.-15. | Volta a Renània-Palatinat                               | Alemanya      | 2.1  | Stefan Schumacher    | Shimano-Memory Corp                  |
| 12.-15. | Gran Premi Sunny Beach                                  | Bulgària      | 2.2  | Evgeni Gerganov      | Bulgària                             |
| 13.-15. | Tour de Picardia                                        | França        | 2.1  | Janek Tombak         | Cofidis                              |
| 13.-16. | Tour de Berlín                                          | Alemanya      | 2.2  | Dominique Cornu      | Bodysol-Win for Life-Jong Vlaanderen |
| 14.-22. | Olympia's Tour                                          | Països Baixos | 2.2  | Stef Clement         | Rabobank Continental                 |
| 15.     | Circuit del Porto-Trofeu Arvedi                         | Itàlia        | 1.2  | Maximiliano Richeze  | Parolin Sorelle Ramonda              |
| 16.     | Gran Premi de Villers-Cotterêts                         | França        | 1.1  | Bradley McGee        | FDJeux.com                           |
| 19.-22. | Ronda de l'Isard d'Ariège                               | França        | 2.2  | Eduard Gonzalo       | FC Barcelona                         |
| 21.     | Clàssica Memorial Txuma                                 | Espanya       | 1.2  | Nikolai Trússov      | Lokomotiv                            |
| 22.     | Tour de Vendée                                          | França        | 1.1  | Jonas Ljungblad      | Amore & Vita                         |
| 22.-29. | FBD Insurance Rás                                       | Irlanda       | 2.2  | Chris Newton         | Recycling.co.uk                      |
| 24.-29. | Volta a Navarra                                         | Espanya       | 2.2  | Pàvel Brutt          | Lokomotiv                            |
| 25.-29. | Volta a Bèlgica                                         | Bèlgica       | 2.1  | Tom Boonen           | Quick Step                           |
| 25.-29. | Volta a Baviera                                         | Alemanya      | 2.HC | Michael Rich         | Gerolsteiner                         |
| 25.-29. | Volta a l'Alentejo                                      | Portugal      | 2.1  | Xavier Tondo         | Catalunya-Àngel Mir                  |
| 25.-29. | Tour de Gironda                                         | França        | 2.2  | Charles Guilbert     | Bretagne-Jean Floc'h                 |
| 27.     | SEB Tartu GP                                            | Estònia       | 1.1  | Tomas Vaitkus        | AG2R Prévoyance                      |
| 27.     | Gran Premi Jamp                                         | Eslovàquia    | 1.2  | Andrei Mizúrov       | Capec                                |
| 28.     | Gran Premi de Tallinn-Tartu                             | Estònia       | 1.1  | Janek Tombak         | Nesebar                              |
| 28.     | Gran Premi Möbel Alvisse                                | Luxemburg     | 1.2  | James Lewis Perry    | Konica Minolta                       |
| 28.     | Gran Premi Kooperativa                                  | Eslovàquia    | 1.2  | Piotr Przydział      | DHL-Author                           |
| 29.     | GP Llodio                                               | Espanya       | 1.1  | David Herrero        | Euskaltel-Euskadi                    |
| 29.     | Gran Premi Eaux Minérales de Beckerich                  | Luxemburg     | 1.2  | Arno Wallaard        | Bert Story-Piels                     |
| 29.     | Gran Premi Palma                                        | Eslovàquia    | 1.2  | Oleksandr Klimenko   | Grupa PSB                            |
| 29.     | París-Roubaix sub-23                                    | França        | 1.2  | Dmitri Kozontxuk     | Rabobank Continental                 |

### Juny
| Data    | Cursa                            | País          | Cat. | Vencedor              | Equip                   |
| ------- | -------------------------------- | ------------- | ---- | --------------------- | ----------------------- |
| 1.-5.   | Euskal Bizikleta                 | Espanya       | 2.HC | Eladio Jiménez        | Comunidad Valenciana    |
| 2.-5.   | Volta a Luxemburg                | Luxemburg     | 2.HC | László Bodrogi        | Crédit agricole         |
| 4.      | Gran Premi Schwarzwald           | Alemanya      | 1.1  | Fabian Wegmann        | Gerolsteiner            |
| 5.      | Gran Premi del cantó d'Argòvia   | Suïssa        | 1.HC | Alexandre Moos        | Phonak                  |
| 5.      | Coppa della Pace                 | Itàlia        | 1.2  | Vassil Kirienka       | Phonak                  |
| 5.      | Memorial Philippe Van Coningsloo | Bèlgica       | 1.2  | Hans Dekkers          | Rabobank Continental    |
| 5.      | Gran Premi Kranj                 | Eslovènia     | 1.2  | Martin Hvastija       | Perutnina Ptuj          |
| 6.-11.  | Volta a Lleida                   | Espanya       | 2.2  | Branislau Samoilau    | Phonak                  |
| 7.-12.  | Bałtyk-Karkonosze Tour           | Polònia       | 2.2  | Radosław Romanik      | DHL-Author              |
| 8.-12.  | Ringerike Grand Prix             | Noruega       | 2.2  | Are Hunsager Andresen | Sparebanken Vest        |
| 9.-12.  | Volta a Eslovènia                | Eslovènia     | 2.1  | Przemysław Niemiec    | Miche                   |
| 10.-12. | GP CTT Correios de Portugal      | Portugal      | 2.1  | Aleksei Màrkov        | Milaneza-Maia           |
| 12.     | Flèche Hesbignonne               | Bèlgica       | 1.2  | Geert Verheyen        | Landbouwkrediet-Colnago |
| 14.-19. | Volta a Sèrbia                   | Sèrbia        | 2.2  | Matija Kvasina        | Perutnina Ptuj          |
| 15.     | Subida al Naranco                | Espanya       | 1.1  | Rinaldo Nocentini     | Acqua e Sapone          |
| 15.-18. | Ster Elektrotoer                 | Països Baixos | 2.1  | Stefan Schumacher     | Shimano-Memory Corp     |
| 15.-21. | Circuito Montañés                | Espanya       | 2.2  | Sergio Domínguez      | Spiuk-Semar             |
| 16.-19. | Ruta del Sud                     | França        | 2.1  | Sandy Casar           | FDJeux.com              |
| 16.-19. | Mainfranken-Tour                 | Alemanya      | 2.2  | Matthieu Ladagnous    | França                  |
| 16.-19. | Boucles de la Mayenne            | França        | 2.2  | Aliaksandr Kutxinski  | Amore & Vita-Beretta    |
| 17.-21. | Volta a Astúries                 | Espanya       | 2.1  | Adolfo García Quesada | Comunidad Valenciana    |
| 19.     | Gran Premi Raiffeisen            | Àustria       | 1.2  | Krzysztof Ciesielski  | DHL-Author              |
| 19.     | Fletxa ardenesa                  | Bèlgica       | 1.2  | Francis De Greef      | Bodysol-Win For Life    |
| 22.     | Brussel·les-Ingooigem            | Bèlgica       | 1.1  | Bert Roesems          | Davitamon-Lotto         |
| 22.     | Noord Nederland Tour             | Països Baixos | 1.1  | Stefan van Dijk       | MrBookmaker.com         |
| 26.     | Giro delle Valli Aretine         | Itàlia        | 1.2  | Gianluca Moi          | Palazzago-Abi Isolanti  |
| 28.     | Trofeu Città di Brescia          | Itàlia        | 1.2  | Matteo Bono           | Egidio Unidelta         |
| 29.-3.  | Cursa de la Solidaritat Olímpica | Polònia       | 2.1  | Piotr Wadecki         | Intel-Action            |

### Juliol
| Data    | Cursa                                        | País       | Cat. | Vencedor                  | Equip                     |
| ------- | -------------------------------------------- | ---------- | ---- | ------------------------- | ------------------------- |
| 2.      | Tour del Jura                                | Suïssa     | 1.2  | Glen Chadwick             | Cyclingnews.com           |
| 2.      | Cronoscalata Gardone V.T. - Prati di Caregno | Itàlia     | 1.2  | Branislau Samoilau        | Belarús                   |
| 3.      | Tour de Doubs                                | França     | 1.1  | Philip Deignan            | Ag2r Prévoyance           |
| 3.      | Trofeu Matteotti                             | Itàlia     | 1.1  | Ruggero Marzoli           | Acqua e Sapone            |
| 3.      | Freccia dei Vini                             | Itàlia     | 1.2  | Maurizio Bellin           | Acqua e Sapone            |
| 4.      | Chieti-Casalincontrada-Block-Haus            | Itàlia     | 1.2  | Paul Crake                | Radrennteam Graz Corratec |
| 4.-10.  | Volta a Àustria                              | Àustria    | 2.1  | Juan Miguel Mercado       | Quick Step                |
| 6.-10.  | Trofeu Joaquim Agostinho                     | Portugal   | 2.1  | Gerardo Fernández         | Paredes Rota dos Moveis   |
| 7.-9.   | Gran Premi ciclista de Gemenc                | Hongria    | 1.2  | Martin Prázdnovský        | CK ŽP Šport AS Podbrezová |
| 8.      | Campionat d'Europa - contrarellotge sub-23   | Rússia     | CC   | Dmitrò Hrabovski          | Ucraïna                   |
| 9.      | Giro della Valsesia 1                        | Itàlia     | 1.2  | Simone Bruson             | GS Podenzano              |
| 10.     | Pomorski Klasyk                              | Polònia    | 1.2  | Piotr Wadecki             | Intel-Action              |
| 10.     | Gran Premi de Dourges                        | França     | 1.2  | Gregorz Kwiatkowski       | EC Raismes Petite         |
| 10.     | Giro della Valsesia 2                        | Itàlia     | 1.2  | Piergiorgio Camussa       | Progetto Ciclismo Alplast |
| 10.     | Giro del Medio Brenta                        | Itàlia     | 1.2  | Manuele Spadi             | Ceramica Flaminia         |
| 10.     | De Drie Zustersteden                         | Bèlgica    | 1.2  | Peter Wuyts               | MrBookmaker.com           |
| 10.     | Campionat d'Europa - cursa en ruta sub-23    | Rússia     | CC   | František Raboň           | Txèquia                   |
| 16.     | Trofeu Banca Popolare di Vicenza             | Itàlia     | 1.2  | Marco Vivian              | UC Trevigiani Dynamon     |
| 17.     | Giro del Casentino                           | Itàlia     | 1.2  | Vassil Kirienka           | Grassi-Marco Pantani      |
| 17.     | Coppa Colli Briantei Internazionale          | Itàlia     | 1.2  | Harald Starzengruber      | UC Trevigiani Dynamon     |
| 20.-24. | Volta a Saxònia                              | Alemanya   | 2.1  | Mathew Hayman             | Rabobank                  |
| 22.-24. | Brixia Tour                                  | Itàlia     | 2.1  | Emanuele Sella            | Ceramica Panaria          |
| 23.     | Gran Premi Bradlo                            | Eslovàquia | 1.2  | Martin Riška              | PSK Whirlpool             |
| 24.     | Gran Premi Inda                              | Itàlia     | 1.2  | Daniele Di Nucci          | Grasss-Marco Pantani      |
| 24.     | Gran Premi de Pérenchies                     | França     | 1.2  | Aivaras Baranauskas       | VC Roubaix                |
| 25.     | Prova de Villafranca de Ordizia              | Espanya    | 1.1  | Carlos García Quesada     | Comunidad Valenciana      |
| 25.-29. | Tour de Valònia                              | Bèlgica    | 2.HC | Luca Celli                | Barloworld-Valsir         |
| 26.-30. | Wyscig Dookola Mazowska                      | Polònia    | 2.1  | Piotr Zaradny             | Knauf Team                |
| 30.     | Luk Challenge                                | Alemanya   | 1.1  | Jens Voigt · Bobby Julich | Team CSC                  |
| 31.     | Circuit de Getxo                             | Espanya    | 1.1  | David Fernández Domingo   | Andalucia-Paul Versan     |
| 31.     | Polynormande                                 | França     | 1.1  | Philippe Gilbert          | fdjeux.com                |

### Agost
| Data    | Cursa                                                       | País          | Cat. | Vencedor               | Equip                      |
| ------- | ----------------------------------------------------------- | ------------- | ---- | ---------------------- | -------------------------- |
| 2.-4.   | París-Corrèze                                               | França        | 2.1  | Frédéric Finot         | fdjeux.com                 |
| 2.-6.   | Volta a Lleó                                                | Espanya       | 2.2  | Enrique Salgueiro      | Spiuk-Semar                |
| 3.-7.   | Volta a Dinamarca                                           | Dinamarca     | 2.HC | Ivan Basso             | Team CSC                   |
| 4.      | Gran Premi de la vila de Camaiore                           | Itàlia        | 1.1  | Maxim Iglinskiy        | Domina Vacanze-De Nardi    |
| 4.-7.   | Małopolski Wyścig Górski                                    | Polònia       | 2.2  | Cezary Zamana          | Intel-Action               |
| 5.-15.  | Volta a Portugal                                            | Portugal      | 2.HC | Vladímir Iefimkin      | Barloworld-Valsir          |
| 6.      | Giro del Laci                                               | Itàlia        | 1.HC | Filippo Pozzato        | Quick Step                 |
| 7.      | Sparkassen Giro Bochum                                      | Alemanya      | 1.1  | Lubor Tesař            | Akud Arnolds Sicherheit    |
| 7.-10.  | Tour de l'Ain                                               | França        | 2.1  | Carl Naibo             | Bretagne-Jean Floc'h       |
| 7.-11.  | Volta a Burgos                                              | Espanya       | 2.HC | Juan Carlos Domínguez  | Saunier Duval-Scott        |
| 9.      | Gran Premi Fred Mengoni                                     | Itàlia        | 1.1  | Luca Mazzanti          | Ceramica Panaria           |
| 10.     | Trofeu Ciutat de Castelfidardo                              | Itàlia        | 1.1  | Murilo Fischer         | Naturino-Sapore di Mare    |
| 10.-14. | Regio-Tour                                                  | Alemanya      | 2.1  | Nico Sijmens           | Landbouwkrediet-Colnago    |
| 13.     | Rund um die Hainleite                                       | Alemanya      | 1.1  | Bert Grabsch           | Phonak                     |
| 13.     | Gran Premi Città di Felino                                  | Itàlia        | 1.2  | Matteo Priamo          | GS Promosport              |
| 13.     | Copa dels Carpats                                           | Polònia       | 1.2  | Radosław Romanik       | DHL-Author                 |
| 14.     | Memorial Henryk Łasak                                       | Polònia       | 1.1  | Marek Maciejewski      | PSB Atlas Orbea            |
| 14.     | Subida a Urkiola                                            | Espanya       | 1.1  | Joaquim Rodríguez      | Saunier Duval-Scott        |
| 14.     | Trofeo Internazionale Bastianelli                           | Itàlia        | 1.2  | Davide Torosantucci    | Universal Caffé-Styloffice |
| 14.     | Scandinavian Open Road Race                                 | Suècia        | 1.2  | Christofer Stevenson   | Mälarenergi CK             |
| 14.     | Havant International Grand Prix                             | Regne Unit    | 1.2  | Russell Downing        | Recycling.co.uk            |
| 15.     | Puchar Ministra Obrony Narodowej                            | Polònia       | 1.2  | Gregorz Zoledziowski   | Legia-Bazyliszek           |
| 16.     | Tres Valls Varesines                                        | Itàlia        | 1.HC | Stefano Garzelli       | Liquigas-Bianchi           |
| 16.     | Gran Premi Capodarco                                        | Itàlia        | 1.2  | Fernando Herrero       |                            |
| 16.-19. | Tour del Llemosí                                            | França        | 2.1  | Sébastien Joly         | Crédit agricole            |
| 17.     | Coppa Agostoni                                              | Itàlia        | 1.1  | Paolo Valoti           | Domina Vacanze-De Nardi    |
| 17.     | Gara Ciclistica Milionaria                                  | Itàlia        | 1.2  | Davide Torosantucci    | Universal Caffé-Styloffice |
| 18.     | Coppa Bernocchi                                             | Itàlia        | 1.1  | Danilo Napolitano      | Team LPR                   |
| 20.     | Tour de Rijke                                               | Països Baixos | 1.1  | Stefan van Dijk        | MrBookmaker.com            |
| 20.     | Giro del Vèneto                                             | Itàlia        | 1.HC | Eddy Mazzoleni         | Lampre-Caffita             |
| 20.     | Szlakiem Walk Major Hubala                                  | Polònia       | 1.2  | Tomasz Kiendyś         | Knauf Team                 |
| 20.     | Gran Premi Àrea Metropolitana de Vigo                       | Espanya       | 1.2  | Francisco Tomás García | Paredes Rota dos Móveis    |
| 21.     | Clasica a los Puertos                                       | Espanya       | 1.1  | Xabier Zandio          | Illes Balears              |
| 21.     | Châteauroux Classic de l'Indre                              | França        | 1.1  | Jimmy Casper           | Cofidis                    |
| 21.     | Gran Premi Ciutat de Vigo                                   | Espanya       | 1.2  | José Carlos Rodrigues  | Paredes Rota dos Móveis    |
| 23.     | Gran Premi de la vila de Zottegem                           | Bèlgica       | 1.1  | Thomas Dekker          | Rabobank                   |
| 23.-26. | Tour de Poitou-Charentes                                    | França        | 2.1  | Sylvain Chavanel       | Bouygues Telecom           |
| 24.     | Druivenkoers Overijse                                       | Bèlgica       | 1.1  | Leonardo Duque         | Jartazi Granville          |
| 24.     | Gran Premi Nobili Rubinetterie                              | Itàlia        | 1.1  | Damiano Cunego         | Lampre-Caffita             |
| 25.     | Gran Premi de la indústria i el comerç artesanal de Carnago | Itàlia        | 1.1  | Simon Gerrans          | AG2R Prévoyance            |
| 28.     | Rund um den Sachsenring                                     | Alemanya      | 1.2  | Karsten Volkmann       | RSH                        |
| 29.     | Gran Premi de Beuvry-la-Forêt                               | França        | 1.2  | Maint Berkenbosch      | Trientalis APAC            |
| 30.     | Copa Sels                                                   | Bèlgica       | 1.1  | Marcin Sapa            | Knauf Team                 |
| 30.-4.  | Volta a la Gran Bretanya                                    | Regne Unit    | 2.1  | Nick Nuyens            | Quick Step                 |
| 30.-4.  | Giro de la Vall d'Aosta                                     | Itàlia        | 2.2  | Morris Possoni         | Lampre-Caffita             |
| 31.-4.  | Volta a Hessen                                              | Alemanya      | 2.1  | Cezary Zamana          | Intel-Action               |
| 31.-4.  | Volta a Eslovàquia                                          | Eslovàquia    | 2.2  | Martin Prázdnovský     | CK ŽP Šport AS Podbrezová  |

### Setembre
| Data    | Cursa                                           | País          | Cat. | Vencedor                            | Equip                       |
| ------- | ----------------------------------------------- | ------------- | ---- | ----------------------------------- | --------------------------- |
| 1.      | Trofeu Melinda                                  | Itàlia        | 1.1  | Damiano Cunego                      | Lampre-Caffita              |
| 1.-10.  | Tour de l'Avenir                                | França        | 2.1  | Lars Ytting Bak                     | Team CSC                    |
| 2.-4.   | Stuttgart–Estrasburg                            | Alemanya      | 2.2  | Michael Muck                        | Team Gerolsteiner           |
| 3.      | Coppa Placci                                    | Itàlia        | 1.HC | Paolo Valoti                        | Domina Vacanze-De Nardi     |
| 4.      | Gran Premi Jef Scherens                         | Bèlgica       | 1.1  | Joost Posthuma                      | Rabobank                    |
| 4.      | Giro de la Romanya                              | Itàlia        | 1.1  | Danilo Napolitano                   | Team LPR                    |
| 4.      | Duo normand                                     | França        | 1.2  | Sylvain Chavanel · Thierry Marichal | Cofidis                     |
| 7.      | Memorial Rik Van Steenbergen                    | Bèlgica       | 1.1  | Jean-Patrick Nazon                  | AG2R Prévoyance             |
| 8.-11.  | Giro de Toscana sub-23                          | Itàlia        | 2.2  | Serguei Firsànov                    | Rietumu Bank                |
| 10.     | París-Brussel·les                               | Bèlgica       | 1.HC | Robbie McEwen                       | Davitamon-Lotto             |
| 10.-11. | Triptyque des Barrages                          | Bèlgica       | 2.2  | Lars Boom                           | Rabobank Continental        |
| 10.-16. | Volta a Bulgària                                | Bulgària      | 2.2  | Martin Prázdnovský                  | CK ŽP Šport AS Podbrezová   |
| 11.     | Volta a Nuremberg                               | Alemanya      | 1.1  | Ronny Scholz                        | Gerolsteiner                |
| 11.     | Gran Premi de Fourmies                          | França        | 1.HC | Robbie McEwen                       | Davitamon-Lotto             |
| 14.     | Gran Premi de Valònia                           | Bèlgica       | 1.1  | Nick Nuyens                         | Quick Step                  |
| 16.     | Campionat de Flandes                            | Bèlgica       | 1.1  | Serguei Lagutin                     | Landbouwkrediet             |
| 16.-17. | Tour de la Somme                                | França        | 2.2  | Erki Pütsep                         | AG2R Prévoyance             |
| 17.     | Gran Premi Città di Misano Adriatico            | Itàlia        | 1.1  | Guillermo Rubén Bongiorno           | Ceramica Panaria            |
| 17.     | Giro del Canavese                               | Itàlia        | 1.2  | Oscar Gatto                         | Zalf Désirée Fior           |
| 18.     | Trofeu Gianfranco Bianchin                      | Itàlia        | 1.2  | Matteo Priamo                       | GS Promosport               |
| 18.     | Gran Premi de la Indústria i el Comerç de Prato | Itàlia        | 1.1  | Murilo Fischer                      | Naturino-Sapore di Mare     |
| 18.     | Gran Premi d'Isbergues                          | França        | 1.1  | Niko Eeckhout                       | Chocolade Jacques-T-Interim |
| 18.     | Chrono champenois                               | França        | 1.2  | Mathieu Heijboer                    | Rabobank Continental        |
| 21.     | Omloop van het Houtland                         | Bèlgica       | 1.2  | Kevin Van Impe                      | Chocolade Jacques-T-Interim |
| 24.     | Delta Profronde                                 | Països Baixos | 1.1  | Bram de Groot                       | Rabobank                    |
| 27.     | Omloop van de Vlaamse Scheldeboorden            | Bèlgica       | 1.1  | Niko Eeckhout                       | Chocolade Jacques-T-Interim |
| 27.     | Ruota d'Oro                                     | Itàlia        | 1.2  | Luca Mazzanti                       | Ceramica Panaria-Navigare   |
| 29.-2.  | Circuit franco-belga                            | Bèlgica       | 2.1  | Marco Zanotti                       | Liquigas-Bianchi            |

### Octubre
| Data | Cursa                      | País    | Cat. | Vencedor             | Equip                   |
| ---- | -------------------------- | ------- | ---- | -------------------- | ----------------------- |
| 1.   | Memorial Cimurri           | Itàlia  | 1.1  | Murilo Fischer       | Naturino-Sapore di Mare |
| 1.   | Piccolo Giro di Lombardia  | Itàlia  | 1.2  | Ruslan Gryschenko    | Naturino-Sapore di Mare |
| 6.   | Coppa Sabatini             | Itàlia  | 1.1  | Alessandro Bertolini | Domina Vacanze-De Nardi |
| 6.   | París-Bourges              | França  | 1.1  | Lars Ytting Bak      | Team CSC                |
| 8.   | Giro de l'Emília           | Itàlia  | 1.HC | Gilberto Simoni      | Lampre-Caffita          |
| 9.   | Gran Premi Bruno Beghelli  | Itàlia  | 1.1  | Murilo Fischer       | Naturino-Sapore di Mare |
| 9.   | París-Tours sub-23         | França  | 1.2  | Fabien Patanchon     | Entente Sud Gascogne    |
| 11.  | Premi Nacional de Clausura | Bèlgica | 1.1  | Gert Steegmans       | Davitamon-Lotto         |
| 13.  | Giro del Piemont           | Itàlia  | 1.HC | Murilo Fischer       | Naturino-Sapore di Mare |

### Proves anul·lades
| Data | Cursa | País | Cat. | Causa |
| ---- | ----- | ---- | ---- | ----- |

## Classificacions
- Font: UCI Europa Tour Arxivat 2016-03-03 a Wayback Machine.

| #   | Ciclista                 | País                        | Pts. |
| --- | ------------------------ | --------------------------- | ---- |
| 1.  | Murilo Fischer (BRA)     | Naturino-Sapore di Mare     | 748  |
| 2.  | Stefan van Dijk (NED)    | MrBookmaker.com             | 503  |
| 3.  | Niko Eeckhout (BEL)      | Chocolade Jacques-T Interim | 492  |
| 4.  | Ruggero Marzoli (ITA)    | Acqua & Sapone-Adria Mobil  | 456  |
| 5.  | Stefan Schumacher (GER)  | Shimano-Memory Corp         | 441  |
| 6.  | Danilo Napolitano (ITA)  | Team L.P.R.                 | 440  |
| 7.  | Luca Mazzanti (ITA)      | Ceramica Panaria-Navigare   | 413  |
| 8.  | Vladímir Iefimkin (RUS)  | Barloworld                  | 402  |
| 9.  | Paride Grillo (ITA)      | Ceramica Panaria-Navigare   | 357  |
| 10. | Nico Sijmens (BEL)       | Landbouwkrediet-Colnago     | 356  |
| 11  | Cândido Barbosa (POR)    | LA-Liberty Seguros          | 347  |
| 12  | Frantisek Rabon (CZE)*   | PSK Whirlpool               | 344  |
| 13  | Martin Pradznovsky (SVK) | CK ŽP Šport AS Podbrezová   | 323  |
| 14  | Ruben Plaza (ESP)        | Comunidad Valenciana        | 322  |
| 15  | Tomas Vaitkus (LTU)      | AG2R Prévoyance             | 321  |
| 16  | Cezary Zamana (POL)      | Intel-Action                | 320  |
| 17  | Kai Reus (NED)*          | Rabobank Continental        | 307  |
| 18  | Marcel Sieberg (GER)     | Team Lamonta                | 303  |
| 19  | Mikhaylo Khalilov (UKR)  | Team L.P.R.                 | 291  |
| 20  | Hans Dekkers (NED)       | Rabobank Continental        | 286  |

| #   | Ciclista                    | País          | Pts.   |
| --- | --------------------------- | ------------- | ------ |
| 1.  | Ceramica Panaria-Navigare   | Itàlia        | 1847   |
| 2.  | AG2R Prévoyance             | França        | 1720,2 |
| 3.  | Comunidad Valenciana        | Espanya       | 1654,8 |
| 4.  | Barloworld                  | Regne Unit    | 1494   |
| 5.  | Naturino-Sapore di Mare     | Itàlia        | 1487   |
| 6.  | Team L.P.R.                 | Suïssa        | 1400   |
| 7.  | Rabobank Continental        | Països Baixos | 1384   |
| 8.  | MrBookmaker.com             | Bèlgica       | 1200   |
| 9.  | Landbouwkrediet-Colnago     | Bèlgica       | 1199   |
| 10. | Intel-Action                | Polònia       | 1091   |
| 11  | Chocolade Jacques-T Interim | Bèlgica       | 1089   |
| 12  | Acqua & Sapone-Adria Mobil  | Itàlia        | 1077   |
| 13  | Bretagne-Jean Floc'h        | França        | 854    |
| 14  | Perutnina Ptuj              | Eslovènia     | 824    |
| 15  | Omnibike Dynamo Moscou      | Rússia        | 820    |
| 16  | Agritubel                   | França        | 799    |
| 17  | Team Wiesenhof              | Alemanya      | 780    |
| 18  | PSK Whirlpool               | Txèquia       | 771    |
| 19  | Jartazi-Revor               | Bèlgica       | 768    |
| 20  | Spiuk-Semar                 | Espanya       | 753    |

| \| # \| País \| Pts. \| \| --- \| ------------- \| ---- \| \| 1. \| Itàlia \| 2894 \| \| 2. \| Espanya \| 2432 \| \| 3. \| Països Baixos \| 2135 \| \| 4. \| Polònia \| 1973 \| \| 5. \| Bèlgica \| 1928 \| \| 6. \| Rússia \| 1762 \| \| 7. \| França \| 1707 \| \| 8. \| Alemanya \| 1501 \| \| 9. \| Txèquia \| 1234 \| \| 10. \| Portugal \| 1168 \| \| 11 \| Ucraïna \| 1033 \| \| 12 \| Regne Unit \| 880 \| \| 13 \| Belarús \| 827 \| \| 14 \| Eslovènia \| 811 \| \| 15 \| Lituània \| 801 \| \| 16 \| Dinamarca \| 790 \| \| 17 \| Eslovàquia \| 770 \| \| 18 \| Irlanda \| 683 \| \| 19 \| Suècia \| 595 \| \| 20 \| Bulgària \| 497 \| |               |      |
| # | País          | Pts. |
| 1. | Itàlia        | 2894 |
| 2. | Espanya       | 2432 |
| 3. | Països Baixos | 2135 |
| 4. | Polònia       | 1973 |
| 5. | Bèlgica       | 1928 |
| 6. | Rússia        | 1762 |
| 7. | França        | 1707 |
| 8. | Alemanya      | 1501 |
| 9. | Txèquia       | 1234 |
| 10. | Portugal      | 1168 |
| 11 | Ucraïna       | 1033 |
| 12 | Regne Unit    | 880  |
| 13 | Belarús       | 827  |
| 14 | Eslovènia     | 811  |
| 15 | Lituània      | 801  |
| 16 | Dinamarca     | 790  |
| 17 | Eslovàquia    | 770  |
| 18 | Irlanda       | 683  |
| 19 | Suècia        | 595  |
| 20 | Bulgària      | 497  |